# Цзи Бовэнь
Цзи Бовэнь (кит. трад. 季博文, пиньинь Jì Bówén; род. 22 февраля 2002) — китайский гребец на каноэ, олимпийский чемпион летних Олимпийских игр 2024 года, призёр чемпионатов мира. Участник летних Олимпийских игр 2024 года.

## Карьера
В 2022 году, на чемпионате мира в Канаде китаец завоевал две медали, взяв серебро в каноэ-двойках на 1000 метров и бронзу в каноэ-двойках на 500 метров в паре с Лю Хао.
В Дуйсбурге на чемпионате мира 2023 года Цзи Бовэнь завоевал серебряную медаль на дистанции 500 метров в каноэ-двойках.
На летних Олимпийских играх 2024 года в Париже китайская пара завоевала олимпийское чемпионство в каноэ-двойках на дистанции 500 метров. Партнёром Чжи был Лю Хао.